# Riqueza

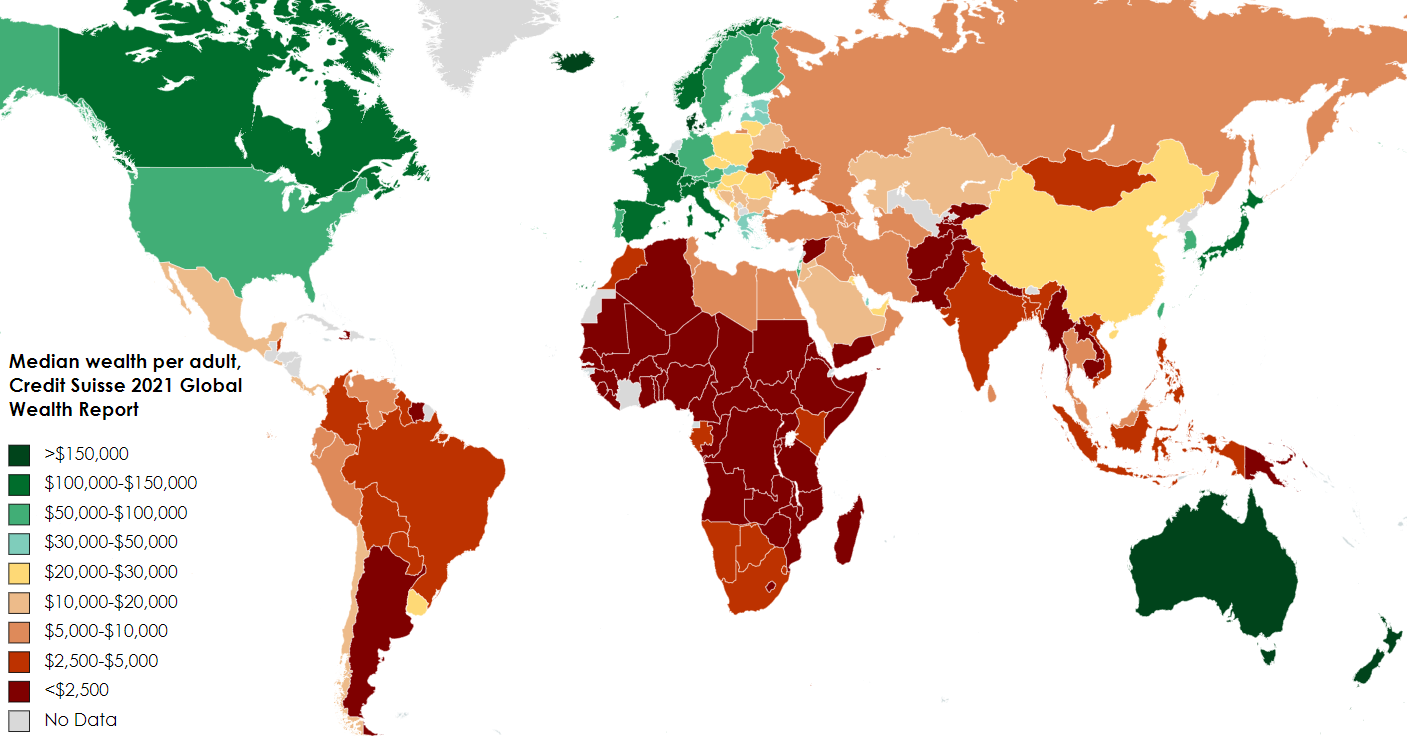
Mapa mundial da riqueza média por adulto por país (em dólares norte-americanos). Credit Suisse (2021)

Participação global da riqueza por grupo de riqueza, Credit Suisse, 2021

Riqueza é o valor de todos os bens detidos (patrimônio) por um agente econômico (indivíduo, família, empresa, país, etc.) e que podem gerar renda ou benefícios. Ela pode ser produto de trabalho, de renda, de ganhos de capital, ou adquirida por herança ou doação. Ela é geralmente medida em termos monetários (dinheiro), mas também por uma grande variedade de objetos, como imóveis e ouro, mas também ações financeiras, obras de arte, entre outras coisas. A riqueza, é, em sua forma mais simples, um bem ou serviço que satisfaz as necessidades humanas e os desejos de utilidade. Capital é a riqueza que se reproduz. 
No uso popular, riqueza pode ser descrita como a abundância de itens de valor econômico, ou o estado de controle ou posse de tais itens. Uma pessoa considerada rica, abastada ou afluente é aquela que acumulou riqueza substancial em relação a outras pessoas em sua sociedade ou grupo de referência. Nesse sentido, a idéia de riqueza é em si relacional, já que sempre se estabelece na relação entre indivíduos, entidades ou grupos, e seus bens.
Em sua definição mais abrangente, economistas podem conceituar riqueza como "o total de qualquer coisa de valor". Essa perspectiva engloba tanto a dimensão subjetiva do conceito – ou seja, o fato de que um mesmo item pode ter valores diferentes para distintas pessoas – quanto a dimensão objetiva, que se refere àquilo que pode ser mensurado. Assim, a riqueza não é uma ideia fixa ou estática, mas sim um conceito que varia de acordo com o contexto.
A noção de riqueza moderna está relacionada ao advento histórico da instituição da propriedade privada, construída como o direito de excluir outros dos recursos materiais ou outros tipos de recursos para os quais a titularidade legal foi adquirida. Nesse sentido, está implicada num acordo social que faça valer o direito de propriedade, através de meios legais de proteção.

## Perspectivas e exemplos
O conceito de riqueza possui múltiplas definições e é abordado sob diversas perspectivas, variando conforme o contexto histórico e cultural. A própria definição de riqueza pode ser um processo normativo, carregando implicações éticas significativas, visto que sua maximização é frequentemente vista como um objetivo ou um princípio fundamental.
No campo da economia, o conceito de riqueza é central. A mensuração da produção de riqueza em um país – em vez da riqueza acumulada em si – e seu crescimento são comumente aferidos pelo Produto Interno Bruto (PIB) ou, considerando a depreciação de ativos, pelo Produto Interno Líquido (PIL).
Uma perspectiva mais abrangente é a riqueza inclusiva, definida pela ONU como uma medida monetária que soma o capital natural (terras, florestas, recursos energéticos e minerais), o capital humano (educação e habilidades da população) e o capital físico ou "manufaturado" (máquinas, edifícios e infraestrutura). Uma comunidade, região ou país com abundância desses recursos em benefício do bem comum é considerada rica sob essa ótica.
Cabe pontuar, no entanto, que o conceito de riqueza é fundamentalmente relativo e contextual, variando significativamente entre diferentes escalas e regiões.
Por exemplo, segundo uma calculadora da ONG Giving What We Can, em 2022 e o Relatório de Riqueza Global do Credit Suisse de 2023, um patrimônio de um milhão de dólares (US$ 1.000.000,00) pode posicionar uma pessoa entre as mais ricas do mundo, assim como em regiões do interior do Centro-Oeste dos Estados Unidos, mas ao mesmo tempo entre as pessoas com menos recursos em bairros afluentes de Nova Iorque, como o Upper East Side. Contudo, essa mesma quantia a colocaria entre as pessoas mais abastadas em qualquer região de países em desenvolvimento, como o Brasil.
A ausência total de riqueza pode levar à pobreza. No entanto, é crucial notar que o oposto da pobreza não é necessariamente a abundância de recursos, mas sim a suficiência para viver dignamente – garantindo acesso a alimentação, abrigo, educação e saúde, por exemplo. A erradicação da extrema pobreza globalmente é, inclusive, um dos Objetivos de Desenvolvimento Sustentável (ODS) da ONU, com previsão de conclusão até 2030.

## História
A riqueza é um conceito central e fundamental no campo da economia, sendo, inclusive, um ponto de partida conceitual para a disciplina. Contudo, não há consenso absoluto sobre sua definição, que historicamente se divide em duas grandes vertentes: a concepção objetiva e a concepção subjetiva. 

### Concepção objetiva
Desde que se tem registro da história humana, a riqueza tem sido associada a bens tangíveis, como ouro, terras, gado e, em certos períodos, até escravos. A análise de civilizações antigas mostra que elas materializavam a riqueza em propriedades e ativos concretos. Em diferentes sociedades, a noção de propriedade como um direito de exclusão sobre recursos materiais ganhou força, fundamental para a concentração de riqueza e a estratificação social.

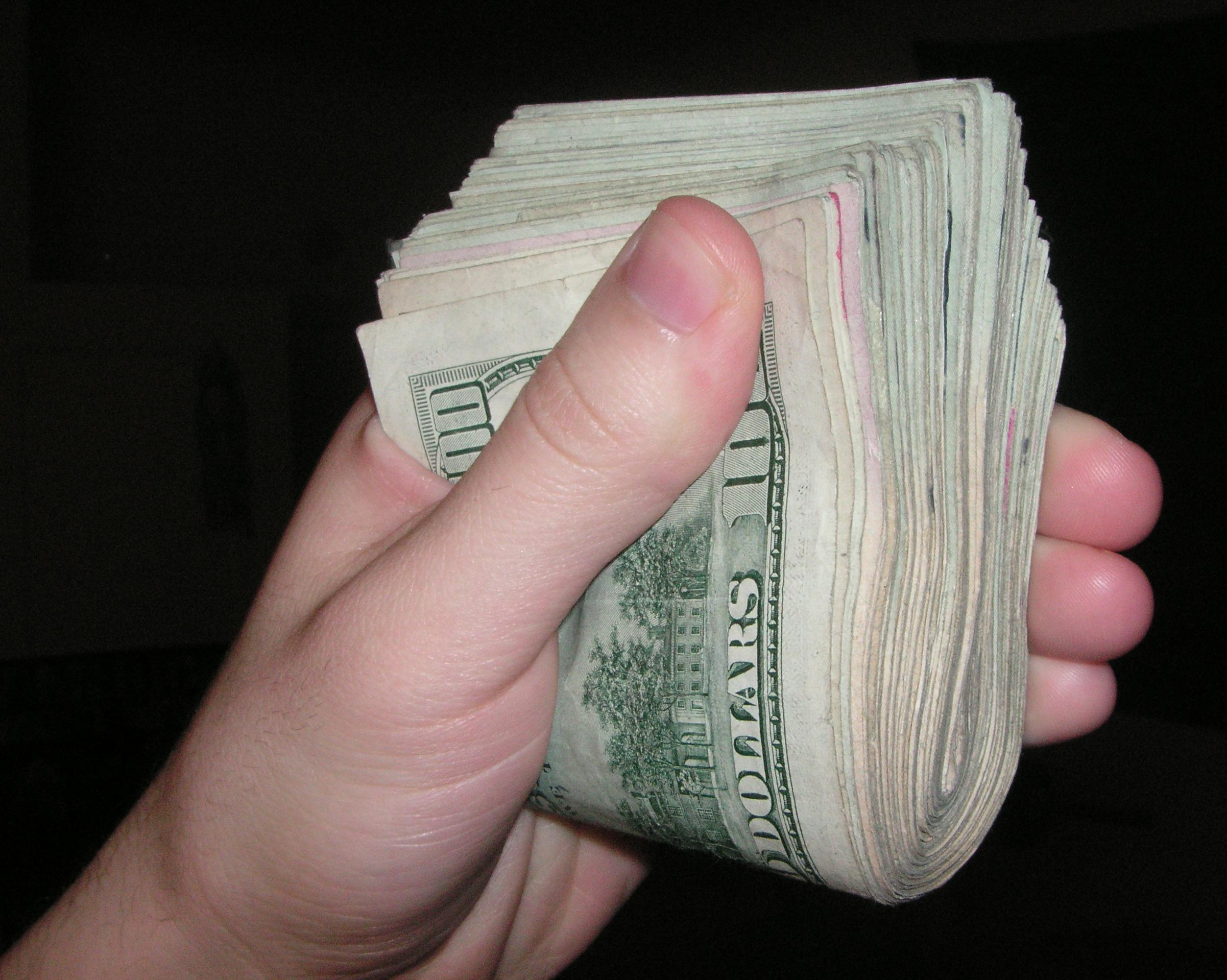
O dinheiro é amplamente visto como um sinal de riqueza e abundância em muitas sociedades modernas.

Ao longo do tempo, economistas se preocuparam em estabelecer um denominador comum para resumir o valor representado por uma grupo variado de objetos e uma unidade para medi-la de forma tangível. No discurso geral, esse denominador comum tem sido o dinheiro, algo que pode ser considerado uma regra de senso comum nesse início do século XXI em grande parte das sociedades do mundo.
No século XVII, com a crescente organização de mercado no comércio e na produção, a noção de riqueza passou a ser vista sob uma ótica distintamente econômica. Ela deixou de ser compreendida apenas como resultado de intervenções de poder, guerras ou pilhagens, e sim como a acumulação gerada por processos impessoais do mercado. Pensadores da economia política, como os fisiocratas, ou clássicos como Adam Smith e John Stuart Mill, passaram a investigar a competição pela riqueza, sua distribuição entre pessoas e classes sociais e seu impacto no desenvolvimento econômico.
Adam Smith, em sua obra seminal A Riqueza das Nações, definiu a riqueza como "o produto anual da terra e do trabalho da sociedade", enfatizando o trabalho como a fonte original de todo valor. David Ricardo aprofundou essa análise, distinguindo a abundância de bens (riqueza) do seu valor (trabalho necessário para produzi-los), apontando a complexidade da mensuração do trabalho em diferentes contextos.
"Não foi com ouro ou prata, mas com trabalho, que toda a riqueza do mundo foi originalmente adquirida"(...) "e seu valor, para aqueles que a possuem e que desejam trocá-la por alguma nova produção, é precisamente igual à quantidade de trabalho que ela lhes permite comprar ou comandar" (Smith 1776, p. 48)

### Concepção subjetiva
Na segunda metade do século XIX, a Revolução Marginalista, impulsionada por economistas como William Stanley Jevons, Carl Menger e Léon Walras, promoveu uma mudança fundamental na compreensão da riqueza. O foco se deslocou da materialidade e do trabalho como fonte de valor para a utilidade – a capacidade de um bem de satisfazer necessidades ou gerar prazer ao indivíduo. Para esses economistas, a Economia deveria se concentrar na otimização da satisfação humana, não na maximização da riqueza tangível (capital).
Nessa perspectiva subjetiva, a escassez de um bem tornou-se um fator crucial para sua valoração, ajudando a explicar fenômenos como o "paradoxo da água e do diamante" (onde a água, essencial, tem baixo valor de troca, enquanto o diamante, não essencial, tem alto valor devido à sua raridade). Contudo, a natureza intrinsecamente individual e variável da utilidade de cada pessoa trouxe o desafio de somar ou comparar a riqueza entre diferentes indivíduos.
"O problema da economia pode, como me parece, ser declarado assim: dada uma certa população, com várias necessidades e poderes de produção, na posse de certas terras e outras fontes de material: é necessário o modo de empregar seu trabalho que maximize a utilidade do produto." (Jevons 1871, p. 254)
Uma consequência marcante dessa mudança foi o necessário divórcio da economia de qualquer estimativa quantitativa da extensão da riqueza. Utilidade no sentido pós-clássico não era o mesmo que o valor de uso que sempre foram reconhecidos por Adam Smith, David Ricardo ou Karl Marx como pré-requisitos da permutabilidade, em seu valor de troca. Para esses três autores, os valores de uso referiam-se a atributos objetivos dos bens – a dureza dos diamantes, a maciez do tecido – dos quais derivava a capacidade das mercadorias de proporcionar satisfações subjetivas. As utilidades dos marginalistas, por outro lado, referiam-se exclusivamente aos estados de espírito induzidos pela posse ou uso de objetos. Ao contrário dos valores de uso, portanto, as utilidades estavam sujeitas a mudanças contínuas, possivelmente radicais, induzidas por mudanças nos gostos ou na renda ou pela relativa escassez de objetos – em todos os casos, mudanças na relação entre possuidores e objetos, e não mudanças no caráter físico dos próprios bens.
"Riqueza não é riqueza por causa de suas qualidades substanciais. É riqueza porque é escassa" (Robbins, 1932, p.47)
A nova orientação, contudo, não estava isenta de problemas. Na medida em que a utilidade marginal é normalmente uma função direta da escassez, sua adoção como métrica de riqueza implicou na conclusão incômoda de que a riqueza, como soma de prazeres e conveniências, poderia muito bem aumentar em consequência da diminuição da abundância material. Além disso, a substituição de um padrão objetivo de riqueza por um padrão subjetivo levou à conclusão ainda mais incômoda de que a agregação da riqueza dos indivíduos era impossível pelos mesmos motivos que a agregação de seus sentimentos ou experiências.

### Riqueza e poder
Ao longo da história, a riqueza esteve intrinsecamente ligada ao poder. Filósofos como Thomas Hobbes e economistas como Adam Smith já observavam que a riqueza confere "poder de compra" e "domínio sobre o trabalho alheio". Essa capacidade de controle e influência é, para antropólogos contemporâneos, uma característica definidora da riqueza, distinguindo-a do simples prestígio.
"Riqueza, como diz o Sr. Hobbes, é poder... o poder de compra; um certo domínio sobre todo o trabalho, ou sobre todo o produto do trabalho que está então no mercado" (Smith 1776, p. 48).

## Mensuração da riqueza
A mensuração da riqueza, especialmente em escala nacional, é uma preocupação fundamental para economistas e formuladores de políticas públicas. Embora historicamente complexa, a abordagem predominante, influenciada por economistas como Adam Smith, tem sido a de somar os fluxos de renda (salários, aluguéis e lucros) ou, de forma mais abrangente, considerar os ativos totais (patrimônio) de um agente econômico.

### Componentes da riqueza mensurável
Para fins de mensuração, a riqueza geralmente é vista como o conjunto de bens e direitos que podem gerar renda ou benefícios. Isso inclui:
- Ativos financeiros: Dinheiro, ações, títulos, investimentos.
- Ativos reais: Imóveis (residências, terras), bens duráveis (veículos, eletrodomésticos), obras de arte.
- Capital empresarial: Máquinas, equipamentos e instalações usados na produção.

Além desses, existem abordagens mais amplas, como a riqueza inclusiva proposta pela ONU, que expande o conceito para abarcar:
- Capital natural: Recursos como terras, florestas, água, recursos energéticos e minerais.
- Capital humano: A educação, habilidades e saúde da população, que contribuem para a capacidade produtiva.
- Capital físico (ou manufaturado): Edifícios, infraestruturas e outras criações humanas.

É importante diferenciar entre estoques de riqueza (o valor acumulado em um dado momento) e fluxos de riqueza (a produção ou renda gerada ao longo de um período), como o Produto Interno Bruto - PIB. Enquanto o PIB mede a produção anual, a riqueza acumulada (patrimônio) representa o que já existe.

### Desafios na mensuração
Apesar dos esforços, a mensuração da riqueza apresenta desafios significativos:
- Incompletude dos dados: Muitos indicadores nacionais não incluem elementos cruciais como o valor do capital humano (educação e saúde da população) ou o trabalho não remunerado (como o trabalho doméstico).
- Dificuldade de valoração: O método padrão de avaliação é o "valor de mercado", que nem sempre se aplica a bens ou serviços públicos, dificultando a mensuração da riqueza coletiva.
- Subjetividade e contexto: A riqueza possui uma dimensão subjetiva (seu valor percebido varia entre pessoas) e é inerentemente relativa ao contexto (um mesmo montante pode significar "rico" em um lugar e "modesto" em outro), o que dificulta a agregação e comparação.
- Complexidade de agregação: Somar a riqueza de indivíduos ou de uma nação inteira é um desafio, especialmente quando se tenta incorporar elementos de valor não monetário ou utilidade subjetiva.

Apesar dessas dificuldades, a mensuração da riqueza é vital para avaliar o poder econômico de uma nação, o bem-estar coletivo, os níveis de desigualdades sociais, econômicas, de educação, saúde, e para guiar a formulação de políticas públicas.

## Dimensões sociais da riqueza
A relação entre riqueza e poder é um tema central na análise de diversas disciplinas, como a economia, a ciência política, a sociologia e a antropologia. Historicamente, pensadores como John Bates Clark e Adam Smith já observavam que a riqueza confere um poder de compra significativo, ou um "domínio sobre todo o trabalho, ou sobre todo o produto do trabalho que está então no mercado" (Smith, 1776).
A antropologia aprofunda essa compreensão, caracterizando as sociedades pela forma como conceituam a riqueza e pelas estruturas de poder que a protegem. Antropólogos contemporâneos destacam que a riqueza se distingue do simples prestígio, pois sua característica definidora é a capacidade de conferir poder social a seus possuidores. Esse poder se manifesta no controle sobre o trabalho ou os recursos de outros, um direito intrínseco que o mero prestígio não proporciona.
Em algumas sociedades não-modernas, onde o acesso aos recursos essenciais para a subsistência é tido como problema coletivo e as relações sociais são baseadas em parentesco ou obrigação comunitária, a riqueza, no sentido de conferir controle sobre o trabalho ou produtos alheios, não existe como categoria social. Isso significa que, nesses contextos, o conceito de riqueza não se manifesta como um atributo universal da sociedade humana.
A emergência histórica da instituição da propriedade privada, definida como o direito de excluir outros de recursos materiais, foi um marco crucial para a constituição da riqueza como a conhecemos. Essa instituição, validada por acordos sociais e meios legais de proteção, tornou-se a base econômica para o desenvolvimento da estratificação social. Assim, a riqueza passou a ser a face econômica de uma estratificação política, concentrada nas mãos de classes ou indivíduos cuja capacidade de conceder ou negar acesso a recursos se transformou na base para o prestígio e o poder social.